# Chivay
A cidade peruana de Chivay é a capital da Província de Caylloma, situada no Departamento de Arequipa, pertencente a Região de Arequipa, Peru.